# Iwama (Ibaraki)
Iwama (jap. 岩間町, -machi) war eine 100 Kilometer nordöstlich von Tokio gelegene Gemeinde.
Sie lag nahe der Stadt Mito, in der Präfektur Ibaraki in Japan.

## Geschichte
Am 19. März 2006 fusionierte Iwama zusammen mit der Stadt Tomobe zur neuen Stadt Kasama.

## Besonderheiten
Im Jahre 1942 setzte sich Ueshiba Morihei, der Begründer des Aikidō, in dieser Gegend zur Ruhe und zog nach Iwama, wo er ein Dōjō und einen Aiki-Schrein (Aiki-Jinja) errichtete. Das heutige Dōjō wurde 1945 noch vor Ende des Zweiten Weltkriegs fertiggestellt. Hier entwickelte er sein Aikidō weiter, das er später Takemusu Aiki nannte.
Seit 1946 begleitete ihn hier sein Schüler Morihiro Saitō bis zu seinem Tode. Saitō übernahm die Leitung des Iwama-Dōjō nach dem Tode des Begründers. Er begründete das Iwama Ryū ("Iwama-Stil"), das Ueshibas Techniken in ihrer Ursprünglichkeit bewahren sollte. Nach seinem Tod ging die Leitung des Dōjō in Iwama an das Aikikai Honbu Dōjō in Tokio zurück.